# Brian Tatler
Brian Tatler é um músico inglês, mais conhecido por ser co-fundador e guitarrista da banda de  heavy metal  de Stourbridge Diamond Head.

## Diamond Head
Para a história de Diamond Head ver: Diamond Head

## Formação
Inicialmente treinou como mecânico Brian Tatler é mais famoso por sua primeira banda, a banda de Stourbridge Diamond Head. Tatler fundou a banda junto com o colega Duncan Scott, ele tocando uma guitarra fuzz barato e Duncan em algumas latas de biscoito. Mais tarde matriculou a ajuda de Sean Harris e Colin Kimberley no vocal e baixo, respectivamente. 
A banda gravou e lançou auto-financiado fitas demo em 1977 e 1979. Embora apenas gravado dentro de seis horas em um quatro-pista, seu som único e de qualidade de escrita da canção ganhou a atenção o suficiente para turnê de apoio com o AC / DC e Iron Maiden. Apesar de muitas gravadoras lutavam para assinar com a banda, nenhum estava disposto a se comprometer totalmente. A banda ficou impaciente e decidiu que eles iriam lançar o seu material através de seu próprio selo Feliz Face Records. A banda lançou seu álbum de estréia do rótulo mais comumente conhecido como Lightning to the Nations, embora nunca tenha oficialmente tinha um título. Este álbum veio em uma luva simples com nenhum título, tendo em apenas uma assinatura de um dos membros da banda e há anúncios completos. Entre as características deste álbum destacam-se os riffs épicos criado por Tatler, o que levou a revista Sounds a alegação de que "uma canção do Diamond Head contém mais riffs do que um álbum inteiro do Black Sabbath." Tatler citou primeiras influências, a bandas como Scorpions, UFO e Rainbow. Tatler afirmou que alguns dos primeiros discos que compôs eram conduzidos seguindo álbuns do Led Zeppelin, Deep Purple e Machine Head, que o seu álbum favorito é Physical Graffiti do Led Zeppelin, uma vez que contém a sua música favorita Kashimir. Ele disse que, embora a maior parte do trabalho de guitarra foi inspirado por Ritchie Blackmore, que foi o movimento punk rock que lhe mostrou que qualquer um poderia formar uma banda, apesar de não ser estes dias Tatler tenta ser influenciado por bandas de mais moderno e para manter seu som tradicional, embora ele imagina que "arrastam-se pequenos pedaços para o processo de escrita.

## MCA Years
O sucesso do primeiro álbum levou a um contrato com a MCA Records em 1981, e lançaram o EP Four Cuts, que incluía clássicos como "Call Me e Dead Reckoning. Do seu estatuto 'grande selo' que lhes concede uma vaga no festival de Reading, na lei de 1982. Eles jogaram um jogo impressionante que foi gravado pela BBC e lançado em 1992, através Raw Fruit Records como o 'Friday Rock Show Sessions'. 
MCA seu primeiro LP foi lançado intitulado Borrowed Time, e as coisas pareciam estar indo muito bem para o Diamond Head, com o álbum conseguindo chegar ao # 24 na parada de álbuns do Reino Unido, permitindo que a banda de realizar uma escala completa turnê no Reino Unido, incluindo locais de grandes dimensões, tais como Hammersmith Apollo em Londres. Em muitas entrevistas Tatler afirmou que 1982 foi seu ano favourate e encontrou o era para ser extremamente excitante, tentando adivinhar quem vai ser a banda NWOBHM primeiro a fazer grande. 
Infelizmente o sucesso durou pouco, como Diamond Head tentei um mais experimental seguimento Borrowed Time, intitulado "Making Music, e que mais tarde se tornou Cantuária, em 1983. O sucesso deste álbum foi inicialmente parado pelo fato de que os primeiros 20.000 exemplares sofreu vinil prementes problemas, fazendo com que o LP para saltar. Em segundo lugar, muitas pessoas não gostaram da direcção progressiva, a maioria dos fãs estavam esperando uma segunda vez emprestado. Tatler manifestou desde que tornar este álbum foi um dos períodos mais estressantes de sua vida e todo o processo quase levou-o a ter um colapso nervoso. Ele também disse que conta incêndio seus melhores amigos da banda foi uma das coisas mais difíceis que teve de fazer. 
Diamond Head abriu o festival Monsters of Rock 1983, no entanto, MCA não gostou da nova direção da banda estava a tomar e foram descartados. A banda produziu uma demo para um quarto álbum de estúdio (intitulado Flight Leste), no entanto, não parecia interessado em rótulo de liberá-lo. O gerente de bandas, Reg Fellows, tentou relançar a banda com um vocalista diferente e mudou o nome para a caixa de Dirty Band, embora este não tinha qualquer fruta. Tatler decidiu chamá-lo um dia, pensando que Diamond Head já não se encaixam na cena do metal que estava florescendo com o gosta de Metallica e Anthrax. Assim, a banda se separou pela primeira vez em 1985. Na mesma época Tatler também decidiu que era hora de se livrar de sua assinatura branco Flying V e converter para uma Gibson Les Paul, dizendo que "Acho que a Les Paul é melhor, o V é mais de uma guitarra de metal. Em um estágio que era só eu e Schenker com eles, agora o cara na saxões tem uma e todas as bandas de metal europeu como Accept tê-los.

## Rádio Moscow
Depois de Diamond Head split Tatler passou a executar RPK estúdio 24track, em Lye, gravando e produzindo bandas locais. Ele também formou a banda Rádio Moscovo (para não ser confundido com o moderno blues-rock americano de mesmo nome), que o baterista Karl Wilcox, que mais tarde passou a ser uma parte de uma reforma Diamond Head. A banda gravou um LP e EP, que pode ser ouvida no site oficial do Diamond Head. 
Rádio Moscovo 2 álbuns gravados, (World Service & buscar uma nova vida) ambos de cunho Ritch Battersby na bateria, que mais tarde passou a tocar com GTA e também The Wildhearts.

## Primeira Reunião do Diamond Head
Embora Diamond Head tinha deixado de ser, American thrash metal band Metallica tinham sido crescente interesse público em Diamond Head usando suas músicas como lados B de seus singles e que joga regularmente Diamond Head canção emblemática Am I Evil em seus shows ao vivo. Isto levou Tatler e Sean Harris para voltar juntos em 1990 e da reforma Diamond Head. A banda assinou com a Warner / Chappell e lançou seu quarto álbum Death e Progresso, em 1991, com Black Sabbath, Tony Iommi e Dave Mustaine do Megadeth. No entanto, a reunião da banda foi curta, pois eles estavam à beira da cisão, logo que o disco foi lançado. Um evento notável sobre a Morte e Progresso turnê foi quando a banda abriu para o Metallica e Megadeth no National Bowl em Milton Keynes. Harris apareceu vestido como o Grim Reaper, o que Brian Tatler relatada na revista Rock British Classic Rock, foi a forma de Harris NWOBHM de dizer que tinha acabado. Sua performance foi muito abaixo do par, que foi devido à pressão de tocar ao vivo na MTV, o fato Tatler sofria de telhas, ao mesmo tempo e eles tiveram muito pouco tempo de ensaio antes do show.